# Кокізов Давид Маркович
Давид Маркович Кокізов (нар. 1858, Миколаїв, Херсонська губернія, Російська імперія — пом. не раніше 1925) — російський журналіст, літератор і громадсько-політичний діяч.

## Життєпис
Народився 1858 року в Миколаєві в купецькій родині. Батько — Марк (Мордехай) Давидович Кокізов (1820—1864), меламед, астроном-аматор, син одного з видатних караїмських вчених луцького походження Давида Мордехайовіча Кокізова (1777—1855).
Втратив батька у віці 6 років, з 14 років почав працювати й допомагати матері утримувати велику сім'ю. У 1876 році закінчив 7-й додатковий клас механіко-математичного відділення Миколаївського Олександрівського реального училища. Навчався в Санкт-Петербурзькому лісовому інституті, який довелося залишити через відсутність коштів. Працював учителем у Київській губернії і в Миколаєві, а потім — кореспондентом, секретарем і редактором миколаївських газет «Південець» і «Південна Росія». У 1901 році обраний секретарем ради Миколаївського шахового товариства. У 1905 році заарештований і поміщений під варту за звинуваченням в пропаганді ідеї проведення установчих зборів. Однією з причин арешту була критика влади й поліції на сторінках газети «Південна Росія», чия бездіяльність, на думку Кокізова, призвела до виникнення та розростання в Миколаєві в жовтні 1905 року єврейського погрому. Звільнений з в'язниці 1909 року. З 1909 року брав участь у виданні «Вечірнього Кур'єра», «Ранкового Кур'єра» і «Миколаївського Кур'єра». З 1910 року працював у міській управі Миколаєва виробником училищного відділу. Активно працював в сфері загальної початкової освіти, розробляв плани будівництва початкових училищ. У вересні 1914 року призначений секретарем Миколаївського комітету Всеросійського союзу міст.
У 1910 році брав участь в Першому національному караїмською з'їзді в Євпаторії як делегат від миколаївського караїмського товариства. Співпрацював з московським журналом «Караїмське життя», де опублікував низку статей. Був головою миколаївського «Товариства допомоги бідним караїмським дівчатам».
В період Лютневої революції — секретар громадського комітету безпеки. У червні 1917 року обраний делегатом на Всеросійський з'їзд міських і земських робітників у Москві. У 1917 році обраний гласним Миколаївської міської думи від партії соціалістів-революціонерів. Деякий час у 1918 році виконував обов'язки міського голови Миколаєва. Був членом, секретарем міської управи. Працював секретарем відділу палива та відділу охорони праці. У 1921 році заарештований за звинуваченням в антирадянській пропаганді, але незабаром звільнений. З цього часу працював в інспекції Миколаївського порту, звідки звільнений 1925 року як «антирадянський елемент». Подальша доля і час смерті невідомі.

## Публікації
У статті «Російська мова або татарська» запропонував замінити використовуваний караїмами татарської мови спілкування на російською як більш «культурно». На думку Н. В. Яблоновської, вище вказана стаття була «своєрідним показником національної самосвідомості караїмів і розвиненості національного питання в царській Росії». У післямові редакцією журналу зазначалося, що піднятий автором питання «становить практичний інтерес, головним чином, для караїмів, які живуть в кримських містах, де до сих пір ще в мідрашах користуються татарською мовою. Редакція цілком приєднується до побажань шановного Д. М. Кокізова, але вважає, що ні до яких штучним заходів вдаватися в даному випадку особливо не потрібно, оскільки татарська мова витісняється поступово силою самого життя».

## Спадщина
На зберіганні в Державному архіві Миколаївської області знаходиться фонд № 483 «Кокізов Давид Маркович головний редактор газети „Південець“», який містить сім справ, котрі датуються 1864—1918 та 1924—1925 роками:
- Автобіографія, заповіт і страхове свідоцтво Д. М. Кокізова.
- Доповідь Д. М. Кокізова про діяльність розпорядчого відділення міської управи.
- Листи та заяви Д. М. Кокізова, надіслані голові ВУЦВК Г. І. Петровському, в Народний комісаріат соціального забезпечення УРСР, в комісію з чистки радянського апарату.
- Спогади Д. М. Кокізова про діяльність Ради робітничих депутатів у місті Миколаєві[14].